# Mussaenda aestuarii
Mussaenda aestuarii är en måreväxtart som beskrevs av Karl Moritz Schumann. Mussaenda aestuarii ingår i släktet Mussaenda och familjen måreväxter. Inga underarter finns listade i Catalogue of Life.